# Alma Rosé
Alma Rosé (3 de noviembre de 1906, Viena – 4 de abril de 1944, Auschwitz) fue una violinista austríaca de ascendencia judía. Su tío era el compositor Gustav Mahler. Alma Rosé fue deportada por los nazis al campo de concentración de Auschwitz-Birkenau. Allí dirigió una orquesta de prisioneros aterrorizados que interpretaron varias piezas musicales para sus captores, para demostrarles así que debían permanecer con vida. Rosé falleció en el campo de concentración, probablemente debido a una indigestión. Su experiencia en Auschwitz fue el eje central de la controvertida obra "Playing for Time" de Arthur Miller.

## Primeros años
El padre de Alma Rosé era el violinista Arnold Rosé (1863-1946), líder de la Orquesta Filarmónica de Viena durante cincuenta años; entre 1881 y 1931, había sido también líder de la orquesta de la Ópera Estatal de Viena y líder del legendario Cuarteto de Cuerdas Rosé. 
La madre de Alma era Justine Mahler (1868-1938), la hermana de Gustav Mahler. Su nombre proviene de Alma Mahler. 

### Matrimonio
Alma siempre se dedicó al violín. En 1930 contrajo matrimonio con el violinista checo Váša Příhoda (1900-1960), considerado uno de los grandes virtuosos del violín del siglo XX. En 1935 la pareja se separó, y, posteriormente, se especuló con que Příhoda se habría separado de su esposa por razones oportunistas relacionadas con el nacionalsocialismo. Sin embargo, estas especulaciones son infundadas: la cronología no encaja y, en cualquier caso, su segunda esposa también era judía. 

### Carrera
Alma Rosé tuvo una carrera muy exitosa: en 1932 fundó la orquesta femenina Die Wiener Walzermädeln (Las valsistas de Viena), cuya concertista fue su amiga Anny Kux. El conjunto tocó a un nivel muy alto, brindando conciertos a lo largo y ancho de Europa. 

### Escape de los nazis y arresto
Después de la anexión de Austria a Alemania en 1938 Alma Rosé y su padre Arnold Rosé, famoso violinista, lograron escapar a Londres; sin embargo, Alma regresó al continente para continuar actuando en Holanda. Cuando los alemanes ocuparon los Países Bajos, estaba atrapada. Su matrimonio ficticio con un ingeniero holandés llamado August van Leeuwen Boomkamp no la salvó; tampoco lo hizo su reputación como judía convertida al Cristianismo. Huyó a Francia, pero a finales de 1942, cuando trataba de escapar a la neutral Suiza, fue arrestada por la Gestapo. Pasó varios meses en el campo de internamiento de Drancy y en julio de 1943 fue finalmente deportada al campo de concentración de Auschwitz.

### Auschwitz
Apenas llegada a Auschwitz, Rosé fue puesta en cuarentena y enfermó gravemente, pero finalmente fue reconocida. Asumió el liderazgo de la Mädchenorchester von Auschwitz (Orquesta femenina de Auschwitz). La orquesta ya existía desde antes de la llegada de Rosé, como el proyecto favorito de la SS-Oberaufseherin Maria Mandel. Antes de Rosé, la directora de la orquesta había sido Zofia Czajkowska, una maestra polaca. El conjunto estaba formado mayormente por músicos amateurs, que interpretaban una amalgama variada de instrumentos, incluyendo una sección de cuerdas, un acordeón y una mandolina. La principal función de la orquesta era la de tocar cada amanecer y cada ocaso en la puerta principal del campo, cuando los prisioneros iban y volvían de sus trabajos forzados; la orquesta también daba conciertos de fines de semana para los prisioneros y la SS y entretenía a los oficiales nazis. Existen reportes poco consistentes sobre el hecho de si la orquesta tocaba o no durante las selecciones para la cámara de gas. Como directora de la orquesta, Rosé tenía el estatus de kapo en el campo, con algunos privilegios y comodidades que no tenían los otros prisioneros, como comida adicional y una habitación privada (los otros miembros de la orquesta vivían con menos lujos, pero tenían ropa adecuada y no realizaban trabajos manuales pesados). Se ha dicho que Rosé moldeó la orquesta y la convirtió en un conjunto excelente; la dirigió, la organizó y a veces tocó solos de violín durante sus conciertos. Evidentemente, estaba en alta estima debido a su talento musical para Maria Mandel, Josef Kramer y Josef Mengele, un nivel de respeto muy inusual para los prisioneros judíos. 
La orquesta incluyó dos músicos profesionales, la chelista Anita Lasker-Wallfisch y la vocalista y pianista Fania Fénelon, cada una de las cuales escribió memorias de su tiempo en la orquesta que fueron traducidas al inglés. El relato de Fénelon, Playing for Time, fue convertido en una película homónima. Este relato es controvertido particularmente en lo que respecta a la caracterización de Rosé. Fénelon la describe como una autócrata fría que se había rebajado ante los alemanes por sus intereses personales, y enfatiza que era abusiva con los músicos. Otros miembros de la orquesta (incluyendo a Lasker-Wallfisch) han discutido fuertemente estos datos, declarando que el interés verdadero de Rosé había sido el de proteger el bienestar de las mujeres de su orquesta, para lo cual no sólo necesitaba establecer y mantener un nivel musical alto por todos los medios posibles, sino también una actitud complaciente hacia sus captores nazis. Como evidencia de su éxito, los partidarios de Rosé notan que, bajo su protección, ningún miembro de la orquesta fue asesinado; los que enfermaron llegaron a ser atendidos en el hospital, algo imposible para los prisioneros judíos de Auschwitz. Alma Rosé falleció en Auschwitz en 1944, probablemente como resultado de una indigestión, aunque el tifus es otra posibilidad. 
Arnold Rosé logró escapar a Inglaterra. Destrozado por la noticia de la muerte de Alma, no logró sobrevivir durante mucho tiempo más después de la guerra. Sus actuaciones junto con Alma fueron lanzadas mucho años después en formato de CD.